# 佩平恩
佩平恩（荷蘭語：Pepingen，荷蘭語發音：[ˈpeːpɪŋə(n)]）是比利时弗拉芒大区弗拉芒布拉班特省哈勒-维尔福德区的一个市镇，南与瓦隆大区瓦隆布拉班特省接壤，通行荷蘭語，是弗拉芒社群的一部分，面积36.05平方千米，人口4,372人（2018年1月1日）。